# Aldo Chaparro
Aldo Chaparro (n. 1965) es un artista contemporáneo nacido en Perú y nacionalizado mexicano, cuyo trabajo se centra principalmente alrededor de la escultura, el diseño y la arquitectura, conocido especialmente por sus esculturas hechas con acero inoxidable. Actualmente vive y trabaja entre la Ciudad de México, Nueva York y Lima. Además de su trabajo como artista, Aldo Chaparro también ha sido editor y director de arte. Como director del Grupo Editorial Celeste produjo más de 40 publicaciones de arte contemporáneo y moda del año 2000 al 2012, incluyendo Celeste y Baby baby baby, dos de las publicaciones más influyentes de arte y cultura contemporánea.
Su trabajo ha sido coleccionado por personalidades como Domenico de Sole (Ex-CEO de GUCCI y CEO de Tom Ford), Simon de Pury, Helga de Alvear y Pierre Huber y se ha exhibido en sitios históricos como el Palazzo Pamphilj, el Panteón de Agripa, la Iglesia de Santa Clara y la Catedral de Sal de Zipaquirá, además de galerías y museos en todo el mundo y ferias como Art Basel Miami, ARCO, Art Dubai y Zona MACO.

## Carrera

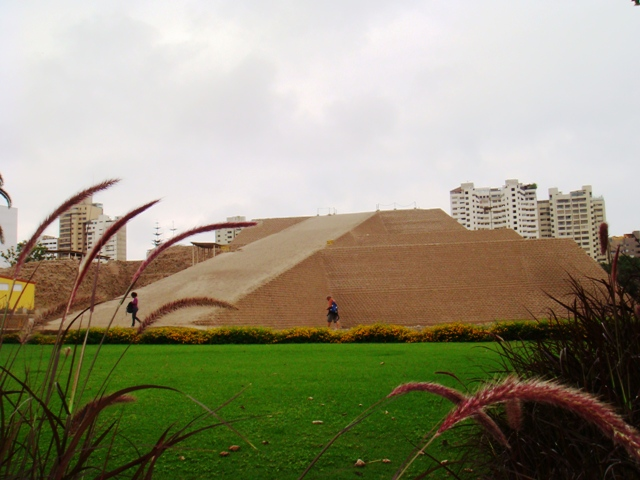
La Huaca Huallamarca, una construcción prehispánica de forma de pirámide trunca situada en plena zona residencial del distrito de San Isidro, en Lima, Perú.

Aldo Chaparro Winder nació en Lima en un barrio llamado San Isidro frente a la Huaca Huallamarca, una pirámide precolombina conocida como la Pirámide de la Bruja. Estudió en la facultad de arte de la Universidad Católica del Perú y en el estudio de Hernán Pazos. Tras comenzar a trabajar en el estudio de Pazos, decidió escoger la escultura como especialidad en su carrera universitaria.

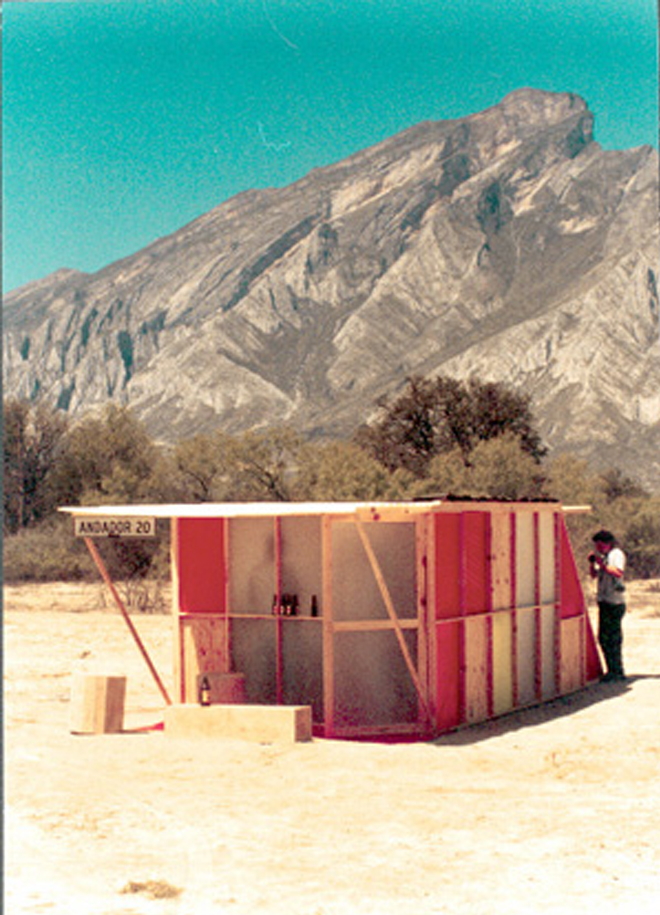
Fotografía de la cabina Andador 20 de Aldo Chaparro, instalada en el desierto de Villa García, Monterrey.

En 1991 se trasladó a Monterrey, México. Ahí fue profesor en la Universidad de Monterrey (UDEM) donde dio clases a gente como Mario García Torres, Zélika García, Eduardo López, Benedetta Monteverde, Ismael Merla y Sofía Hernández. Desde ese entonces comenzó a explorar colaboraciones con músicos que fueron desde el diseño del arte y las portadas de los discos Afromosh y Juan Manuel de Plastilina Mosh hasta su pieza Andador 20 en colaboración con Los Lichis, en la que el grupo vivió en una cabina diseñada por Chaparro en el desierto de Monterrey por siete días mientras componían un álbum. En el año 2000 Aldo Chaparro comenzó a trabajar como editor de Celeste, y luego, en Baby baby baby. Tras la segunda edición del Celeste, Chaparro se mudó a la Ciudad de México.

Su trabajo se ha presentado en publicaciones como Bright: Typography between Illustration & Art Hardcover, Art and Text, 2009
editado por Aimee Selby, Art Forum, The Wall Street Journal, y TheSelby.com, y ha colaborado con marcas como BMW. Chaparro es representado en la Ciudad de México por la Galería OMR, Casado Santapau en Madrid y Nueveochenta en Bogotá.

## Obra
La obra de Chaparro se basa en una economía de medios que utiliza para expresar la pureza y la simplicidad de la naturaleza eterna de la materia, rechazando la idea de crear ilusiones y utilizando el espacio para hacernos pensar, no en la realidad, sino en su esencia.
Su trabajo, basado en procesos rápidos, le obliga a tener una relación estrecha con sus materiales. Sus esculturas en acero inoxidable doblado remiten por un lado al error, teniendo un parecido con hojas de papel desechadas y funcionando como a una de las maneras más primitivas de darle volumen a una hoja de papel; y por el otro, la superficie de los mismos nos remite instantáneamente a los espejos. Las láminas de acero dobladas con el cuerpo y la fuerza de Chaparro, tienen su origen en su interés por las superficies reflejantes, así como en su gusto por artistas como Michaelangelo Pistolleto, Robert Morris, y Jorge Luis Borges. Una de las premisas principales en su obra es el tiempo y la relación que tiene con sus materiales. Sus esculturas con acero son el resultado de la interacción de su propio peso, fuerza y estado de ánimo de un momento específico con las hojas de acero inoxidable o aluminio, por lo cual son consideradas autorretratos.

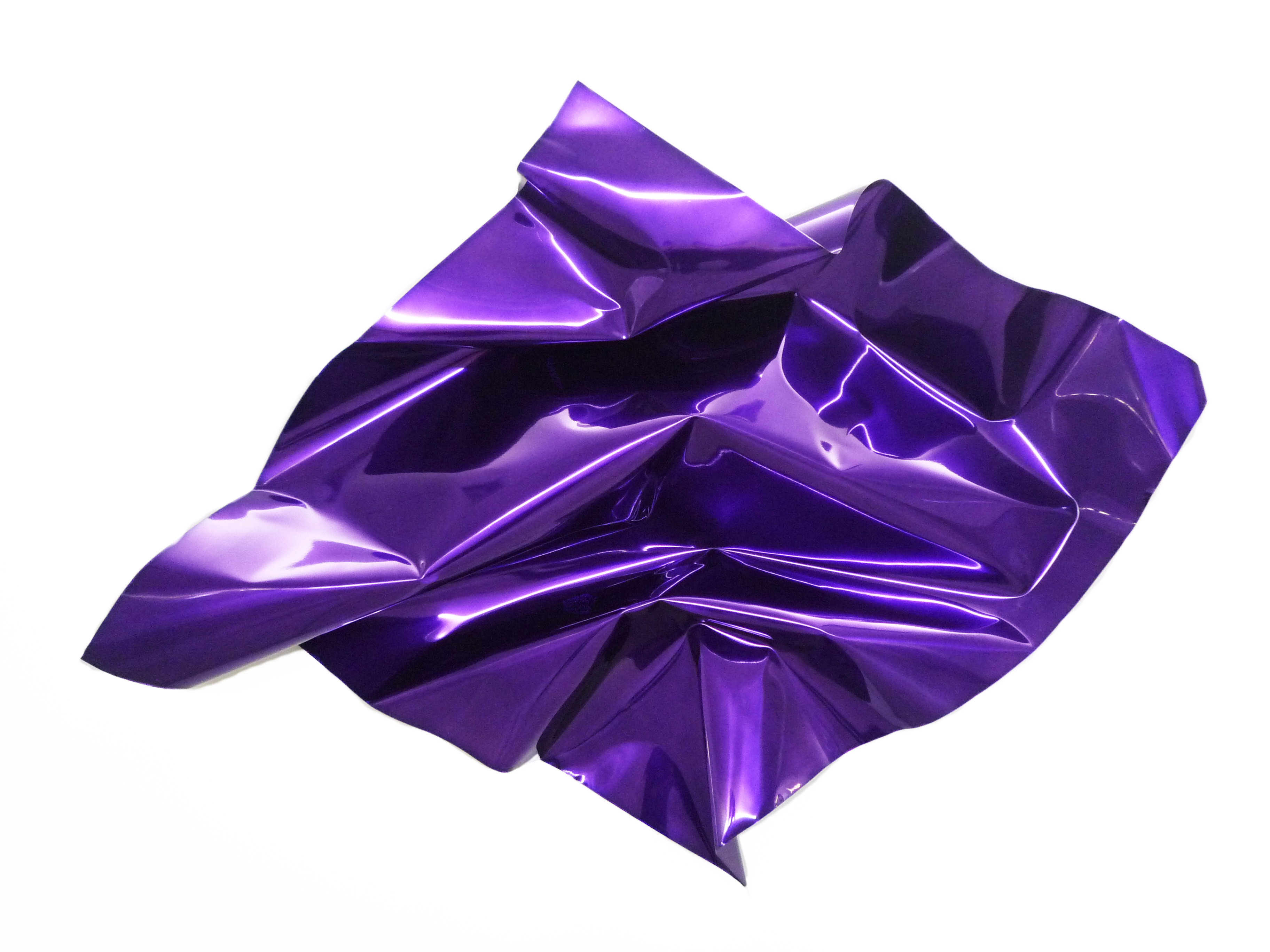
Aldo Chaparro "Septiembre 17, 2010" Acero inoxidable y pintura electrostática.

La obra de Chaparro no busca controlar la naturaleza. En su serie de Tótems, quema vigas de madera parcial o completamente, cediéndole al fuego su rol como escultor. En sus aceros, al únicamente aplicarles fuerza, las láminas metálicas son en realidad quienes deciden su forma. Este acto nos remite al espacio de reposo y al momento de la creación, resaltando cómo no nos conocemos a nosotros mismos hasta que nos auto-construimos. Por lo tanto, su arte es concebido por lo que es, y no por lo que puede representar.

Por otro lado, sus intervenciones a edificios históricos, como han sido las del Palazzo Pamphilj, el Panteón de Agripa, la Iglesia de Santa Clara y la Catedral de Sal de Zipaquirá, buscan comunicar como su importancia no radica en los objetos sino en lo que ocurre entre nosotros y el acero, la piedra, los frescos y/o cables electroluminiscentes, así como lo que nos hace sentir el verlos conviviendo con el espacio. De esta manera podemos ver en sus intervenciones como se combinan en el siglo 21 las cosas hechas por nuestra sociedad industrial y aquellas hechas en siglos anteriores por la mano del hombre. Con esto genera un territorio parcialmente inexplorado, construyendo un lugar paralelo dentro de espacios que podrían considerarse clichés, por el cual la gente puede transitar. 
Su trabajo como artista incluye también una labor activa en el mundo editorial. A partir de dicha práctica, Chaparro ha aplicado las nociones de la profesión en su obra, trabajando con y cuestionando las nociones de autoría y copyright.

## Colecciones
La obra de Aldo Chaparro forma parte de colecciones como:
- Fundación/Colección Jumex (México)[5]
- Colección Coppel (México)[5]
- The CIFO – Cisneros Fontanals Art Foundation (Miami – U.S.)[5]
- The Helga de Alvear Foundation (Cáceres – España)[5]
- Simon de Pury (London – U.K.)[5]
- Douglas Baxter’s Collection (New York – U.S.)[5]
- Collection Domenico de Sole, Hilton Head, U.S.[3]
- Collection Guler Sabanci, Istambul, Turquía.
- Pierre Huber Collection, Suiza.